# Barbicornis polyplaga
Barbicornis polyplaga är en fjärilsart som beskrevs av Adalbert Seitz 1917. Barbicornis polyplaga ingår i släktet Barbicornis och familjen Riodinidae. Inga underarter finns listade i Catalogue of Life.